# Рамокгвебана
Рамокгвебана (англ. Ramokgwebana River) — левый приток реки Шаши (приток Лимпопо). Практически на всём протяжении служит границей между Ботсваной и Зимбабве. Берёт начало юго-западнее города Пламтри.
Округ Тати, дарованный капитану Леверту народом ндебеле, был участком, на котором раньше всего начала осуществляться добыча золота на территории современной Ботсваны. Этот округ примерно соответствовал современному Северо-Восточному округу страны, он простирался от реки Рамокгвебана на востоке до реки Шаши — на западе. Река Тате протекает между двумя вышеуказанными реками и впадает в Шаши примерно в 4 милях выше устья Рамаквабаны.
Существует пограничный переход между деревней Матсилодже в Ботсване и постом Уормли в Зимбабве. В 2000-х годах безопасность на переправе была усилена из-за роста числа нелегальных иммигрантов, въезжающих в Ботсвану из Зимбабве, что привело к росту преступности. Севернее, где проходит трансафриканское Шоссе Каир-Кейптаун, есть ещё один переход между Пламтри в Зимбабве и Рамокгвебаной в Ботсване. Во время сильной засухи 2010 года, река полностью пересохла, и между жителями этих двух соседних населённых пунктов возникали споры из-за воды, которая собиралась в колодцах, вырытых в русле реки.